# Нюбурже, Жан-Фредерик
Жан-Фредери́к Нюбурже́, также встречается написание Нойбургер (фр.  Jean-Frédéric Neuburger; 29 декабря 1986, Париж) — французский пианист, органист, композитор, один из наиболее ярких и признанных молодых музыкантов начала XXI века.

## Биография
С девяти лет учился в Международной музыкальной академии Мориса Равеля в Сен-Жан-де-Люз по классу фортепиано и органа. В 2000 году поступил в Парижскую консерваторию, дополнительно брал уроки у Владимира Крайнева, Марии Жуан Пиреш и др. В 2000-е годы стал лауреатом многих национальных и международных конкурсов. Участвует в музыкальных фестивалях во Франции и за рубежом. С успехом концертировал в странах Европы, Шанхае (2006), Токио (2007), США (2006, 2008—2009), неизменно получая самые высокие отзывы прессы.

## Репертуар
Репертуар пианиста необыкновенно широк: это Бах, Моцарт, Бетховен, Шуберт, Лист, Шопен (в 2003 году записал все этюды композитора), Луиза Фарранк, Карл Черни (Искусство беглости пальцев), Брамс, Форе, Франк, Равель, Стравинский, Прокофьев, Мессиан, Шимановский, Пуленк, Хиндемит, Флоран Шмитт, Жан Барраке, С.Фейнберг, Шостакович, Лигети, Штокхаузен, Дютийё. Активно исполняет также современных молодых композиторов Франции.

## Творческие контакты
Играл с Лондонским филармоническим оркестром, Нью-Йоркским филармоническим оркестром, выступал и записывался с Лорином Маазелем, Эрве Нике, Мишелем Табачник, Анн Кеффелек, Татьяной Васильевой, Бертраном Шамайю.

## Признание
Первая премия на конкурсе молодых пианистов в Эттингене (2002), вторая премия и премия Бетховена на международном конкурсе имени Хосе Итурби в Валенсии (2004), четыре премии на конкурсе имени Лонг и Тибо в Париже (2004), вторая премия на международном пианистическом фестивале в Лондоне (2005) и др.

## Композиторская деятельность
- Джазовая соната (2002)
- Мальдорор для фортепиано (2010)